# Polizei-Stiftung Nordrhein-Westfalen
Die Polizei-Stiftung Nordrhein-Westfalen ist eine gemeinnützige Organisation in Nordrhein-Westfalen. Sie unterstützt in Not geratene Beschäftigte der Polizei Nordrhein-Westfalen sowie deren Angehörige, wo dem Versorgungsrecht Grenzen gesetzt sind. Die Stiftung hat ihren Sitz in Düsseldorf beim Ministerium des Innern des Landes Nordrhein-Westfalen. Sie wurde 1997 von Edgar Moron und Klaus Lennartz gegründet.

## Beschreibung
Die Stiftung fördert mildtätige Zwecke und ist als gemeinnützig anerkannt. Sie ist von der Körperschaftsteuer und der Gewerbesteuer befreit, weil sie steuerbegünstigten Zwecken im Sinne der Abgabenordnung dient. Verbunden mit dem Freistellungsbescheid zur Körperschafts- und Gewerbesteuer ist die Stiftung berechtigt, Spendenquittungen auszustellen.
Die Stiftungsgründer bestimmten, dass sich der Vorstand der Stiftung aus Mitgliedern des Polizei-Hauptpersonalrates beim Innenministerium des Landes Nordrhein-Westfalen zusammensetzt. Die Intention dafür war der direkte Bezug zwischen Polizeibeschäftigten und dem Innenministerium. Zurückliegend bewährte sich diese Konstellation bei Versorgungsfällen.

## Aufgaben
Der Zweck und die Aufgaben der Stiftung ergeben sich aus der Satzung. Eine vorrangige Aufgabe der Stiftung besteht darin, finanzielle Mittel für Betroffene und deren Angehörige zu sammeln, die zumeist in Ausübung ihres Dienstes verletzt oder traumatisiert wurden, in seltenen Fällen zu Tode gekommen sind. Die Satzung beschreibt ebenfalls die Rechte und Pflichten des Vorstandes, wie die Verwaltung des Stiftungsvermögens und die Verwendung von Erträgen. Eine weitere Aufgabe des Vorstandes besteht darin, die Polizeistiftung nach außen darzustellen. 

## Unterstützungsleistungen
Polizeibeschäftigte sind nach einem Dienst- oder Arbeitsunfall durch den Arbeitgeber grundsätzlich abgesichert. Nicht abgesichert sind häufig die sich aus dem Dienstunfall ergebenden zusätzlichen Belastungen.
Die Stiftung bietet Hilfe, indem sie die Betroffenen persönlich anspricht und ihnen moralische Unterstützung leistet. Weitere Hilfen sind:
- Absicherung durch Rentenzusatzversicherungen
- Ausbildungsversicherungen für hinterbliebene Kinder
- Kostenübernahme für einen Besuchsaufenthalt durch nahe Familienangehörige bei Reha-Maßnahmen oder Operationen
- Kostenübernahme für Haushaltshilfe
- Unterstützung für Hilfsmittel bei körperlichen Gebrechen nach einem Dienstunfall

## Vorstand
Der ehrenamtlich tätige Vorstand besteht aus vier Mitgliedern von Berufsvertretungen bzw. Gewerkschaften, die im Polizei-Hauptpersonalrat im Innenministerium vertreten sind. Dies sind:
- Gewerkschaft der Polizei (GdP)
- Bund Deutscher Kriminalbeamter (BDK)
- Deutsche Polizeigewerkschaft (DPolG)

Mitglieder des Stiftungsvorstandes sind:
- Rainer Axer, Polizeihauptpersonalrat
- Meike to Baben, Polizeihauptpersonalrat
- Jochen Fier, Polizeihauptpersonalrat
- Jürgen Franke, Polizeihauptpersonalrat
- Erika Ullmann-Biller, Hauptschwerbehindertenvertretung Polizei

Seit Inkrafttreten der neuen Stiftungssatzung von 2014 kann der Vorstand um zwei zusätzliche Mitglieder erweitert werden, die nicht dem Polizei-Hauptpersonalrat angehören müssen.

## Stiftungshaus Altes Forsthaus
Eine Einrichtung der Stiftung ist das Alte Forsthaus in Waldbröl. Im Gebäude eines ehemaligen Forstamts und einer späteren Polizeistation wurde eine Erholungsstätte für verletzte und traumatisierte Polizistinnen und Polizisten und deren Angehörige der Polizei Nordrhein-Westfalen geschaffen. Das 2017 erworbene Gebäude wurde nach Umbauten am 3. Juni 2019 vom nordrhein-westfälischen Innenminister Herbert Reul eröffnet.
Das Stiftungshaus verfügt über vier Wohnungen. Zu dem weitgehend barrierefreien Gebäude gehören ein Garten, ein Wellness- und Fitnessbereich und ein Seminarbereich. Betroffene können sich hier nach Abschluss einer Heilbehandlung oder einem traumatisierenden Erlebnis im Dienst erholen. Auch Dienstgruppen können nach besonders schwierigen Einsätzen psychologisch unterstützt werden, um die Erlebnisse zu verarbeiten.